# Pachycondyla tonkina
Pachycondyla tonkina är en myrart som beskrevs av Santschi 1920. Pachycondyla tonkina ingår i släktet Pachycondyla och familjen myror. Inga underarter finns listade i Catalogue of Life.